# Mittelmotor

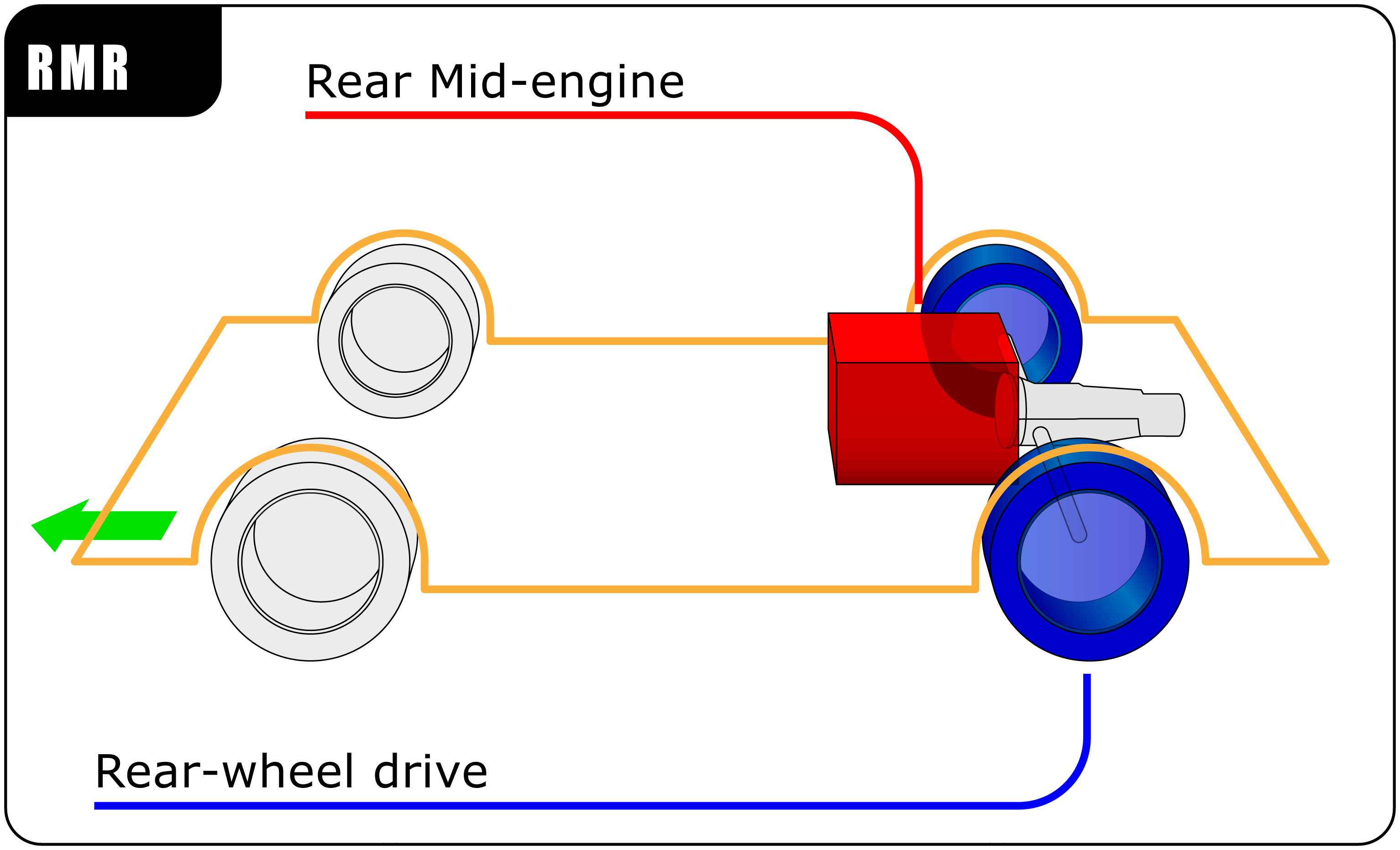
Schema des Mittelmotorkonzeptes im Kraftfahrzeug

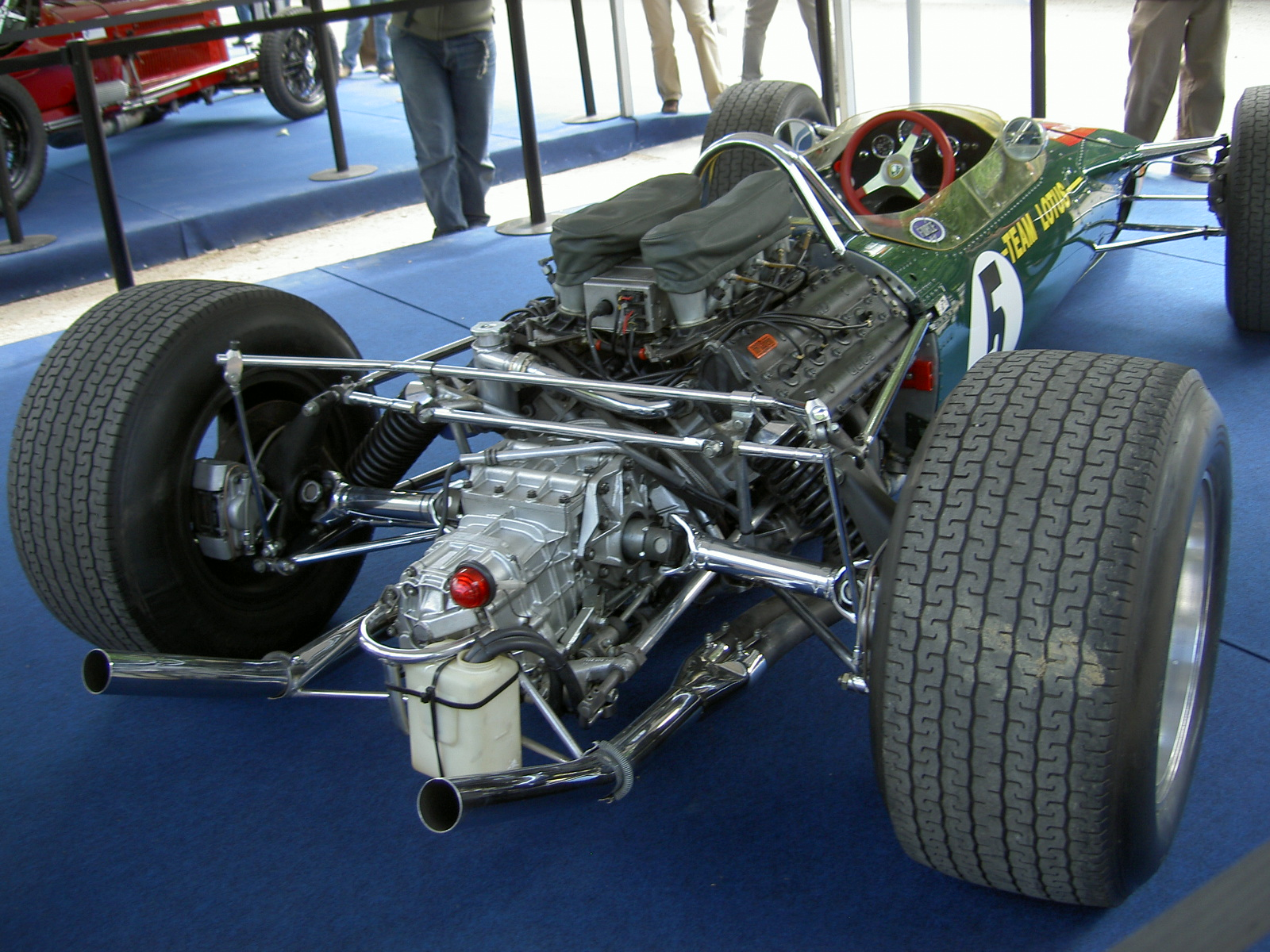
Mittelmotor im historischen Rennwagen Lotus 49

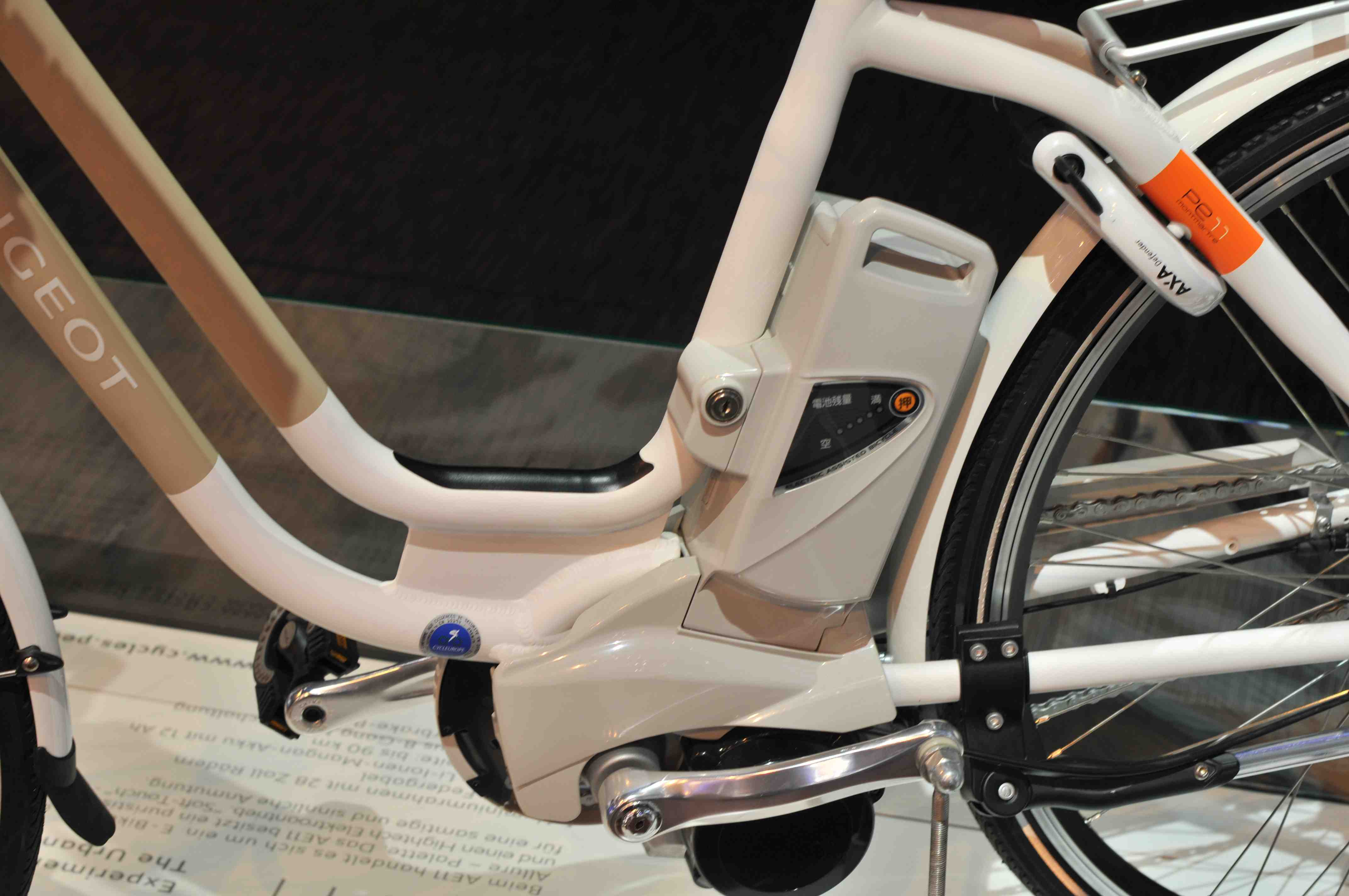
Mittelmotor und Akkueinheit in einem Elektrofahrrad

Mittelmotor ist die Bezeichnung für die Motoranordnung in Fahrzeugen zwischen den Achsen, im engeren Sinne eine Motor-Getriebe-Einheit mit dem Motor vor der angetriebenen Hinterachse. In älteren Quellen findet sich für diese Bauweise allerdings die Bezeichnung Heckmotor. Bei mehrspurigen Kraftfahrzeugen ist die Anordnung hinter oder unter den Insassen ein weiteres Merkmal der Mittelmotorbauweise. Im erweiterten Sinn gelten auch zwischen den Achsen angeordnete Unterflurmotoren als Mittelmotor. Die Motoranordnung unterscheidet sich von der Frontmotor- und Heckmotoranordnung, wobei die Abgrenzung zum Frontmotor weich ist: Bei Frontantrieb in umgekehrter Anordnung (Getriebe vorn, Motor dahinter) befindet sich der Motor zwischen den Achsen, gilt dennoch als Frontmotor. 
Bei Sportwagen mit hinter der Vorderachse vor der Fahrgastzelle angeordnetem Motor und angetriebener Hinterachse wird die Anordnung auch als „Front-Mittelmotor“ bezeichnet, weil das Merkmal „zwischen den Achsen“ erfüllt ist, nicht aber das Merkmal „hinter den Insassen“. Diese Bauform war zwischen circa 1900 und 1930 die vorherrschende Bauweise, als es diese Bezeichnung noch nicht gab. Mit dem Aufkommen der vorderen Einzelradaufhängungen rückten die Motoren weiter nach vorn.
Die Mittelmotoranordnung kommt vorwiegend bei Sport- und Rennwagen zum Einsatz, vereinzelt aber auch bei Vans, Omnibussen und Lastkraftwagen. Es gibt auch die Verbindung des Mittelmotors mit Allradantrieb, was jedoch einen aufwendigen Triebstrang um den Motor herum erfordert.
Bei Fahrrädern mit Elektroantrieb, beispielsweise Pedelecs, ist ein Mittelmotor am Tretlager die Alternative zum Radnabenmotor.

## Geschichte
Schon bei Gottlieb Daimlers Motorkutsche von 1886 war der Motor unter und im hinteren Fußraum eingebaut, aber auch bei anderen frühen Autos findet sich der Motor zwischen den Achsen, zum Beispiel unter dem Fahrersitz bei den ersten Fahrzeugen von Ford, Packard oder Olds. Die Antriebskraft der quer eingebauten Motoren wurde mit einer oder zwei Ketten auf die Hinterräder übertragen. Eine ähnliche Konstruktion war der Hanomag 2/10 PS von 1925 mit dem Motor hinter der Sitzbank und einer Antriebskette. Ein Mittelklassefahrzeug mit vor der Hinterachse längs eingebautem Motor war der Tropfenwagen von Rumpler ab 1921. Der Auto Union 16-Zylinder-Rennwagen Typ A, der 1933 unter Mitwirkung von Ferdinand Porsche entwickelt wurde, hatte einen Mittelmotor, ebenso wie der von Josef Ganz konstruierte Kleinwagen Standard Superior. 1934 erschien der Mittelmotor-Sportwagen Mercedes-Benz 150. Zwischen 1946 und 1950 baute Wimille einige Sportwagen mit Mittelmotor. Erster Formel-1-Rennwagen mit Mittelmotor war der Bugatti Type 251 von 1955. Der britische Rennwagenhersteller Cooper baute ab 1955 Sportprototypen und Formel-2-Autos mit Mittelmotor. 1959 wurde Jack Brabham auf einem mittelmotorangetriebenen Cooper T51 Weltmeister in der Formel 1. Seit Beginn der 1960er-Jahre sind alle Wagen in der F1-Serie so konstruiert. In der Rallye-Weltmeisterschaft waren zur Zeit der Gruppe B ebenfalls Rennwagen mit Mittelmotor erlaubt, welche unter anderen von den Werksteams von Lancia, Peugeot, Austin Rover (MG), Ford, Renault und Citroen eingesetzt wurden.
Im Omnibusbau wurden vorübergehend unterflur eingebaute Mittelmotoren außer den länger üblichen Frontmotoren verwendet, bevor sich der Heckmotor als Standard etablierte. Der 1971 von MAN übernommene Hersteller Büssing war für seine Lastwagen mit Unterflurmotor bekannt.
In Personenwagen ist der Mittelmotor außer in Sportwagen selten, verbreitet war er in Rollermobilen der 1950er Jahre. Der als Nachfolger des Käfers geplante VW EA 266, ein Kompaktwagen mit Mittelmotor, blieb Prototyp.

## Vor- und Nachteile
Durch den Mittelmotor wird eine annähernd gleichmäßige Gewichtsverteilung auf Vorder- und Hinterachse erleichtert und ein geringes Massenträgheitsmoment um die Fahrzeughochachse erreicht, da die Massen um den Fahrzeugschwerpunkt konzentriert sind. Daraus folgt ein ausgewogenes Fahrverhalten, das weder durch Untersteuern (Schräglaufwinkel der Reifen vorn größer als hinten) noch durch Übersteuern (Schräglaufwinkel hinten größer als vorn) gekennzeichnet ist. So sind hohe Kurvengeschwindigkeiten möglich. 
Wegen des geringen Trägheitsmomentes führt das Überschreiten der Haftgrenze in einer Kurve zu einer sehr schnellen, schwer zu kontrollierenden Drehung des Mittelmotorfahrzeugs. Andererseits ist das Einlenken in eine Kurve leicht, das Fahrzeug wirkt agil. Des Weiteren können Rotationsbewegungen um die Querachse/Nickachse (z. B. Brems- und Anfahrnicken) aufgrund der geringeren Trägheit ausgeprägter auftreten und hierbei den Fahrkomfort sowie die dynamische Achslastverteilung negativ beeinflussen. Der praktische Nutzwert von Automobilen mit Mittelmotor ist in der Regel eingeschränkt. Sie haben oft nur eine einzelne Sitzreihe, manchmal sind zwei Kofferräume in Heck und Front vorhanden. Je nach Bauart eines Fahrzeuges sind Motor und Nebenaggregate bei Reparaturen mitunter schwer erreichbar, was die Wartung erschwert.
Da die äußeren Bug- und Heckbereiche von Mittelmotorfahrzeugen nicht vom Antriebsaggregat in Anspruch genommen werden, können die Knautschzonen frei gestaltet werden. Dies erhöht die passive Sicherheit der Insassen. 

## Auswahl von Mittelmotorfahrzeugen
- AC 3000ME
- Alfa Romeo 4C
- Alpine A110 (2017)
- Artega GT
- ATS 2500 GT
- Audi R8
- Auto-Union-Rennwagen
- BMW M1
- Bugatti Type 251
- Büssing (Lastwagen und Busse)
- Daimler Motorkutsche
- De Tomaso Pantera
- Ferrari F430
- Ferrari 308
- Ferrari 328
- Fiat X1/9
- Ford GT40
- Ford RS 200
- Gumpert Apollo
- Heinkel Kabine
- Honda NSX
- Honda Z (1998)
- Koenigsegg CC
- KTM X-Bow
- Lamborghini Murciélago
- Lancia Beta Montecarlo
- Lancia Rally 037
- Lancia Delta S4
- Lancia Stratos
- Lotus Elise
- Lotus Esprit
- Lotus Europa
- Maserati Bora
- Maserati MCPura
- Matra Djet
- Matra 530
- Matra-Simca Bagheera
- Mazda RX-8
- Mercedes-Benz W 30
- McLaren F1
- McLaren 720S
- MG F
- MG Metro 6R4
- Mitsubishi i
- Nissan Serena
- Opel Speedster
- Pagani Zonda
- Pontiac Fiero
- Peugeot 205 T16
- Piaggio Ape 50
- Panhard EBR
- Porsche Boxster
- Porsche Carrera GT
- Porsche Cayman
- Porsche 904
- Porsche 911 GT1
- Porsche 914
- Porsche 917
- Porsche 918
- Porsche 956 / Porsche 962
- Renault Sport Spider
- Renault 5 Turbo
- Rumpler-Tropfenwagen
- Smart Roadster
- Standard Superior
- Talbot-Matra Murena
- Toyota Previa
- Toyota MR2
- Volkswagen EA 266
- Zündapp Janus

## Einsatz in Flugzeugen

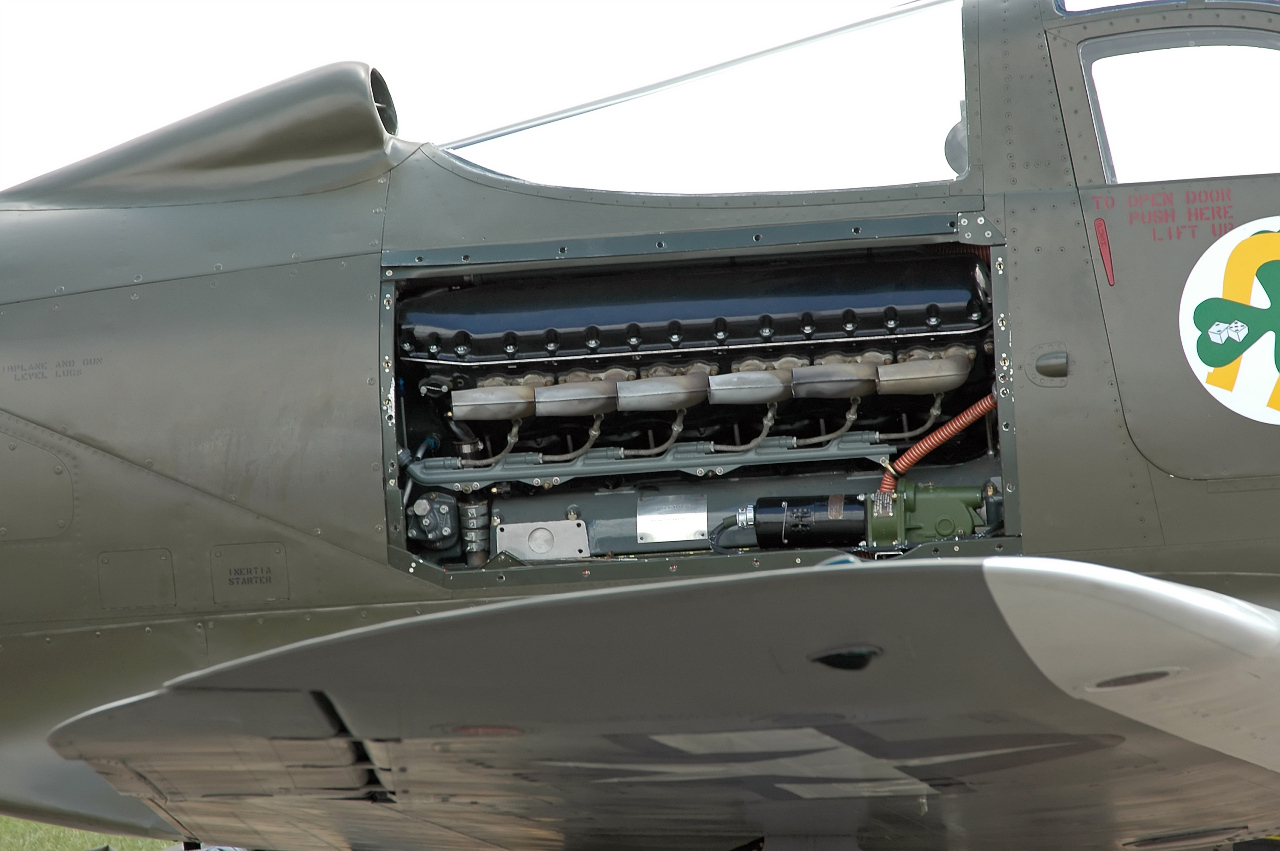
Mittelmotor bei einer P-39Q Airacobra

Mittelmotoren wurden auch in der Luftfahrt verwendet, z. B. bei der Bell P-39 Airacobra, der Bell P-63 Kingcobra oder der Fisher P-75. Bei diesen Jagdflugzeugen sollte durch die Unterbringung des Triebwerks in der Flugzeugmitte die Wendigkeit erhöht werden. Außerdem konnte so im Rumpfbug mehr Bewaffnung untergebracht oder das Flugzeug mit einem einziehbaren Bugrad versehen werden, was dem Piloten beim Rollen am Boden eine deutlich bessere Sicht nach vorn ermöglichte als bei einem herkömmlichen Spornrad. Letztendlich konnte sich das Konstruktionsprinzip jedoch nicht durchsetzen.
Die Dornier Do 335 war ein unkonventionelles zweimotoriges Flugzeug, mit einem Frontmotor für den Zugpropeller am Bug und einem Mittelmotor für den Schubpropeller am Heck.